# ینی هاووش
ینی هاووش (هاووش نو) (به لاتین: Yeni Havuş) یک منطقه مسکونی در جمهوری آذربایجان است که در شهرستان شرور واقع شده است. ینی هاووش ۱۹۶ نفر جمعیت دارد.